# Ветер в ивах
«Ве́тер в и́вах» (англ. The Wind in The Willows) — сказочная повесть шотландского писателя Кеннета Грэма. Впервые была издана в Англии в 1908 году и принесла автору известность.
Сказка повествует о жизни и приключениях четырёх персонажей: дядюшка Рэт (водяная крыса), мистер Крот, мистер Барсук и мистер Тоуд (жаба) (в переводе Владимира Резника — Водяной Крыс, Крот, господин Барсук, мистер Жабб).
В 2014 году на основе повести Джулиан Феллоуз поставил одноимённый мюзикл.

## Сюжет
Однажды мистер Крот выбирается наружу из своего подземного дома и попадает на поверхность земли, в удивительный для него мир, где царят солнечный свет и свежий летний воздух, а рядом течёт река. Мистер Крот заводит себе новых друзей — водяную крысу по имени мистер Рэт, мистера Барсука и мистера Жаба — богатую и самодовольную жабу, местного дворянина. Крот наслаждается открывшейся перед ним новой жизнью. Сказочное лето сменяется сказочной осенью. И однажды он замечает свой собственный дом, старый, давно покинутый (всё это время мистер Крот жил у добродушного мистера Рэта), но уютный и любимый, разделивший с ним былое одиночество. Мистер Рэт помогает другу обустроить этот домик и даже устраивает там рождественский вечер, пригласив в гости мышат, певших под окном рождественские песни.
Мистер Жаб покупает себе автомобиль. Но, став фанатом быстрой езды, он разбивает его, а потом один за другим приобретает себе новые — после каждой очередной аварии. Возмущённые его недостойным поведением и шумным образом жизни, друзья пытаются исправить его. Они любят мистера Жаба (Жабби), несмотря на его надменный и заносчивый характер, и очень долго мучаются над его перевоспитанием. Но Жаб не справляется с охватившей его автомобильной манией и похищает чужую машину, из-за чего оказывается приговорённым к двадцати годам лишения свободы. Добрая дочь тюремщика понимает, что перед нею не опасный злоумышленник, а глупый, ветреный, но по-своему милый жаб, и помогает ему сбежать. После этого мистер Жаб переживает череду забавных приключений, попадает в ряд комичных переплётов: погоня на паровозах, встреча с хозяйкой конной баржи, кража её лошади, продажа её цыганам...
По возвращении он узнаёт, что его поместье — Жабсхолл — захвачено преступной бандой хорьков и горностаев — обитателей Тёмного Бора, наводившего страх на жителей Реки. Но храбрость и умный план помогают Барсуку, Кроту, Рэту и Жабу отбить усадьбу. Мистер Жаб задаёт вечеринку в честь своего возвращения домой. Неожиданно для друзей он вдруг отказывается читать пафосные, самохвальные стихи и произносить себе речи-панегирики, бывшие у него прежде в обычае. Он начинает исправляться и становится добропорядочным, почтенным дворянином, добрым другом.
Книга полна очарования природой, родным домом, дальними краями. Автор создаёт чудесный мир, где время идёт своей неторопливой поступью, меняются времена года и каждое из них приносит свои прелести. В этой книге природа меняет героев и учит их мудрости. Большинство действующих лиц — животные, но автор выводит довольно реалистичную картину нравов английского общества конца XIX — начала XX вв.

## Действующие лица
- Мистер Крот — главный герой первой трети книги, далее играет важную, но уже не центральную роль. Смелый, честный, открытый, добрый, немного наивный, усердный, любящий созерцать и открывать для себя новое. Сначала не является сильной личностью и во многом находится под влиянием более решительного и мудрого мистера Рэта. Но в дальнейшем проявляет больше инициативы, демонстрирует тонкий психологизм в тот момент, когда на Рэта находит меланхолия.
- Мистер Рэт (Рэтти, Крысси) — водяная крыса. Живёт на берегу реки. Серьёзный, самостоятельный, умный, вначале производит впечатление реалиста, предпочитающего спокойную жизнь на реке дальним краям. Но позже у него открывается и созерцательная, поэтическая жилка. Во второй трети книги этот персонаж выходит на первый план, становится главным действующим лицом. В остальной части сюжета он играет роль отважного и рассудительного друга — значительную, но уже не ключевую.
- Мистер Жаб (Тоуд, Жабби) — богатый повеса, крайне увлекающаяся натура. Первые две трети книги изображается как весьма неприятный персонаж, умный и глупый одновременно, к тому же самодовольный и самолюбивый. В последней трети произведения, когда он становится центральным действующим лицом, его характер раскрывается глубже. Он оказывается добродушным, сообразительным, талантливым, а все его недостатки (напыщенность, лживость и др.) теперь выглядят безобидными и вызывают скорее смех. Пожалуй, самый колоритный герой книги, хотя каждый её персонаж — очень сложная и самобытная личность. Мистер Жаб сочетает в себе архетипные образы богатого хлыща и трикстера.
- Мистер Барсук — суровый, строгий, мудрый, но немного напыщенный друг главных героев. Тем не менее он всегда прав и потому в совместных предприятиях играет роль лидера. Однако ни в одной части произведения этот персонаж не является центральным образом. Его характер не раскрыт с такой глубиной, как характеры основных персонажей.

## Издания
Первое издание книги содержало только текст с единственной иллюстрацией на обложке, автором которой был Грэм Робертсон. В последующие годы книга выдержала десятки переизданий, из которых следует отметить иллюстрированные Полом Брэнсомом (1913), Нэнси Барнхарт (1922), Вайндхемом Пэйном (1927), Эрнестом Шепардом (1931), Артуром Рэкемом (1940), Ричардом Куффари (1966), Ташей Тюдор (1966), Майклом Хэгом (1980), Скотом Макковеном (2005) и Робертом Ингпеном (2007).
Иллюстрации Пола Брэнсома к изданию 1913 года:

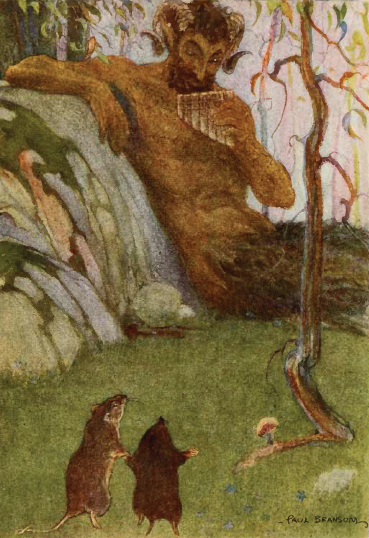
Дудочник у врат зари
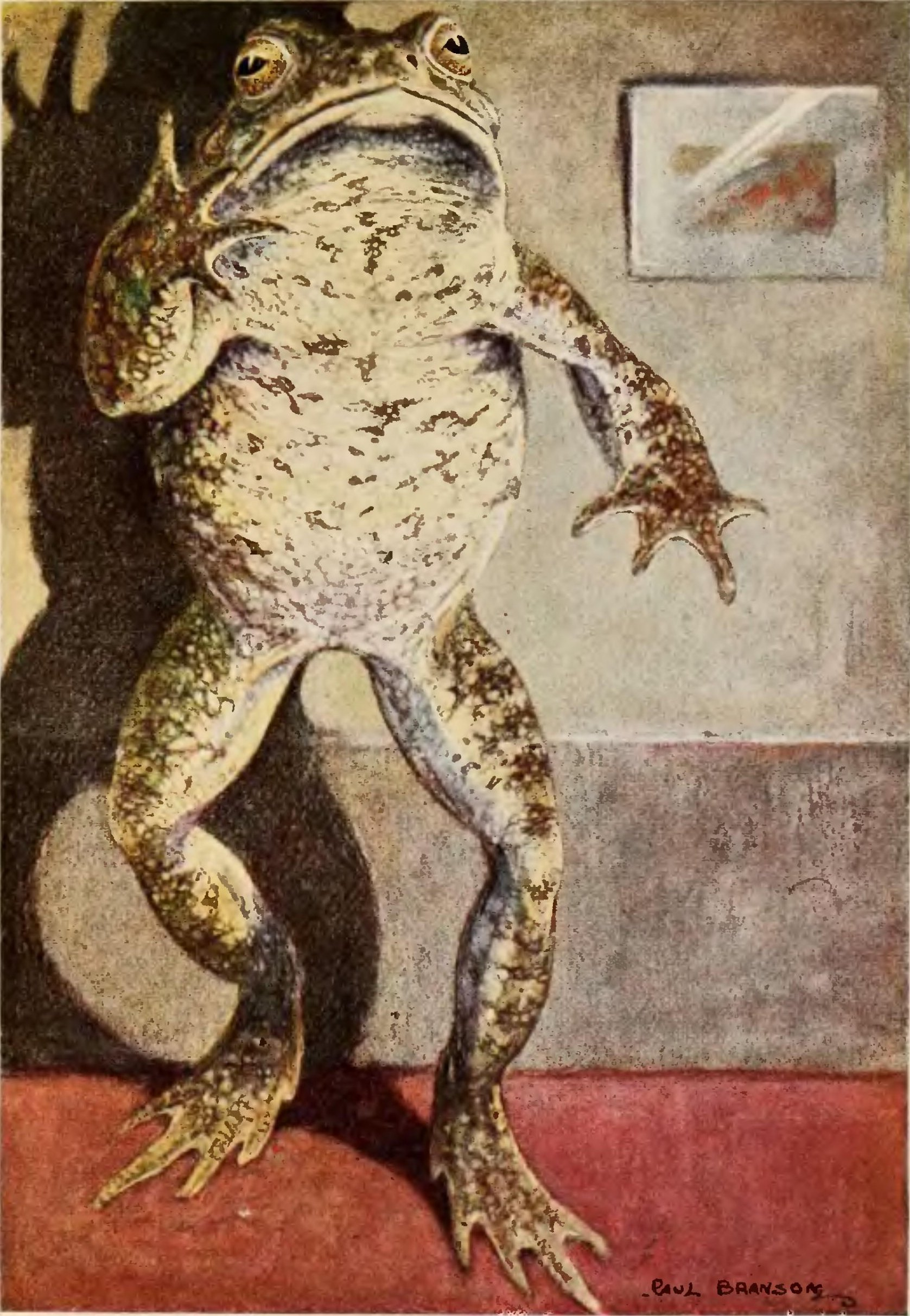
Мистер Жаб
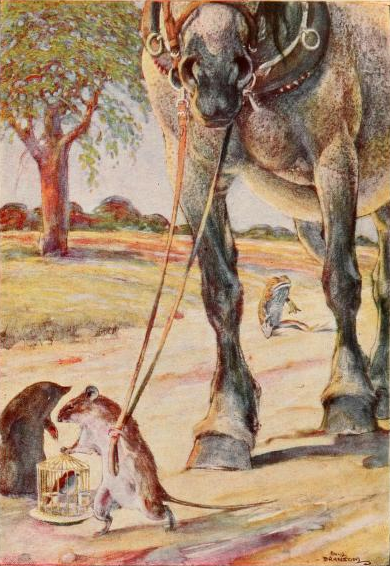
Крыса и Крот ведут лошадь Мистера Жаба
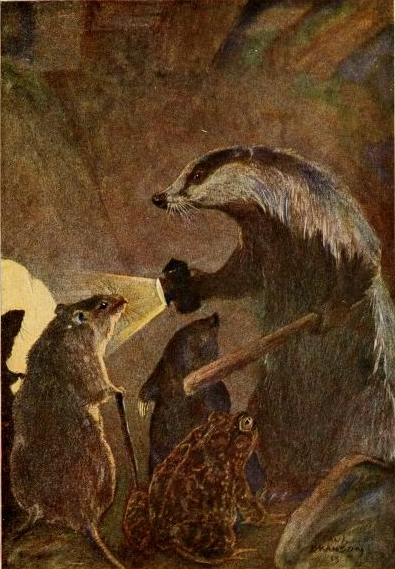
Мистер Барсук, Крыса и Крот

### В других странах

#### Издания в СССР, России и Украине
В СССР книга появилась в 1985 году, когда в киевском издательстве «Молодь» вышел в свет перевод на украинский язык Вячеслава Вишневого под заглавием «Вітер у верболозі». В 2008-м сказка выпущена в переводе Анатолия Сагана под названием «Вітер у вербах» тернопольским издательством «Навчальна книга — Богдан».
В России книга «Ветер в ивах» долгое время оставалась неизвестной широкой общественности и только через 80 лет после первого издания, в 1988 году, была переведена Ириной Токмаковой и вышла в свет на русском языке. В 1992 году издательство «Век» в Санкт-Петербурге опубликовало ещё один перевод — Владимира Резника с его же иллюстрациями (о преимуществах этого перевода говорит, в частности, Олег Лекманов). В 1997 году в издательстве «Нева» роман вышел в переводе Ариадны Суминой-Мартин. В 2011 году появился перевод Виктора Лунина. Существует также перевод Леонида Яхнина[значимость факта?]. В 2017 году в московском издательстве «Нигма» опубликован перевод Д. А. Налепиной с иллюстрациями М. Е. Спеховой.

## Постановки

### Театральные постановки
- 1929 — Алан Александр Милн поставил по мотивам книги спектакль под названием «Toad of Toad Hall».
- 1985 — на Бродвее прошла постановка «Wind in the Willows» с участием Натана Лэйна.
- 1991 — вышла постановка Алана Беннета (Alan Bennett).
- «Mr. Toad’s Mad Adventures» Веры Моррис (Vera Morris).
- «Wind in the Willows» (UK National Tour) Йэна Биллингза (Ian Billings).
- 2016 — одноимённый британский мюзикл.

### Экранизации
- В 1949 году студия Уолта Диснея сняла мультипликационный фильм «Приключения Икабода и мистера Тоада», в основу которого легли рассказы Вашингтона Ирвинга и произведение Кеннета Грэма.
- В 1984 году английская телекомпания Cosgrove Hall Limited сняла кукольный мультфильм «Ветер в ивах» в технологии покадровой съёмки. Первая его серия была самостоятельным полнометражным мультфильмом по книге Грэма, а дальнейшие — отдельными короткометражками по 20 минут.
- В 1995 году вышла ещё одна мультипликационная версия, дядюшку Рэта озвучил бывший участник комик-труппы «Монти Пайтон» Майкл Палин.
- В 1996 году вышел одно одноимённый художественный фильм, режиссёром которого стал другой бывший монтипайтонец Терри Джонс. В постановке приняли участие почти все участники этой комик-группы и многие приглашённые звезды.
- В 2003 году Гильермо дель Торо готовил киноадаптацию истории Грэма для Walt Disney Pictures, которая должна была использовать комбинацию из игры живых актёров и компьютерной графики, однако работы были прекращены. Сам дель Торо так объясняет свой выход из проекта: «Это красивая книга. Но когда я встретился с исполнительными продюсерами и они сказали „Не мог бы ты дать Тоуду скейт и заставить его говорить как радикальный чувак (radical dude)“, я ответил: „С вами было приятно работать, но…“»[3].
- В 2006 году вышла ещё одна телепостановка сказки[англ.] , роль Барсука исполнил Боб Хоскинс.
- На будущее запланирована премьера новой полнометражной экранизации, над которой сейчас в Новой Зеландии работает режиссёр Рэй Григгс. Спецэффекты и компьютерная анимация в будущем фильме делаются на студии Питера Джексона Weta Workshop.

## Продолжения
В 1981 году в свет вышла книга английского писателя Джэйна (Джеймса) Нидла «Wild Wood», которая являлась пересказом оригинальной истории Грэма с точки зрения рядовых обитателей Дикого леса.
Английский писатель Уильям Хорвуд в своей тетралогии «Tales of the Willows» также продолжил приключения героев сказки Грэма. В цикл входят произведения: «The Willows in Winter» (1993), «Toad Triumphant» (1995), «The Willows and Beyond» (1996), «The Willows at Christmas» (1999).
В 1958 году «Ветру в ивах» Кеннета Грэма была присуждена премия «Полка Льюиса Кэрролла», которой награждают книги, достойные находиться на одной полке с «Алисой в Стране чудес» и «Алисой в Зазеркалье» Льюиса Кэрролла.

## Культурное влияние
- Первый альбом Pink Floyd назван по названию 7 главы романа — The Piper at the Gates of Dawn
- Одноимённая песня также присутствует в альбоме The Healing Game Вана Моррисона
- Сергей Петрович Капица писал в мемуарах: «В детстве я очень любил книжку „Ветер в ивах“, „Wind in the Willows“ — по-английски название звучит гораздо романтичней... Эта книжка чудно проиллюстрирована штриховыми рисунками, которые воспроизводятся из издания в издание. Она до сих пор стоит у меня на полке, и даже через много лет я иногда с удовольствием рассматриваю её и переношусь в те времена. „Винни-Пух“, который у нас так популярен, мне кажется литературой более детской и менее серьёзной, чем эта книга»[4].